# Puerto de Los Ángeles

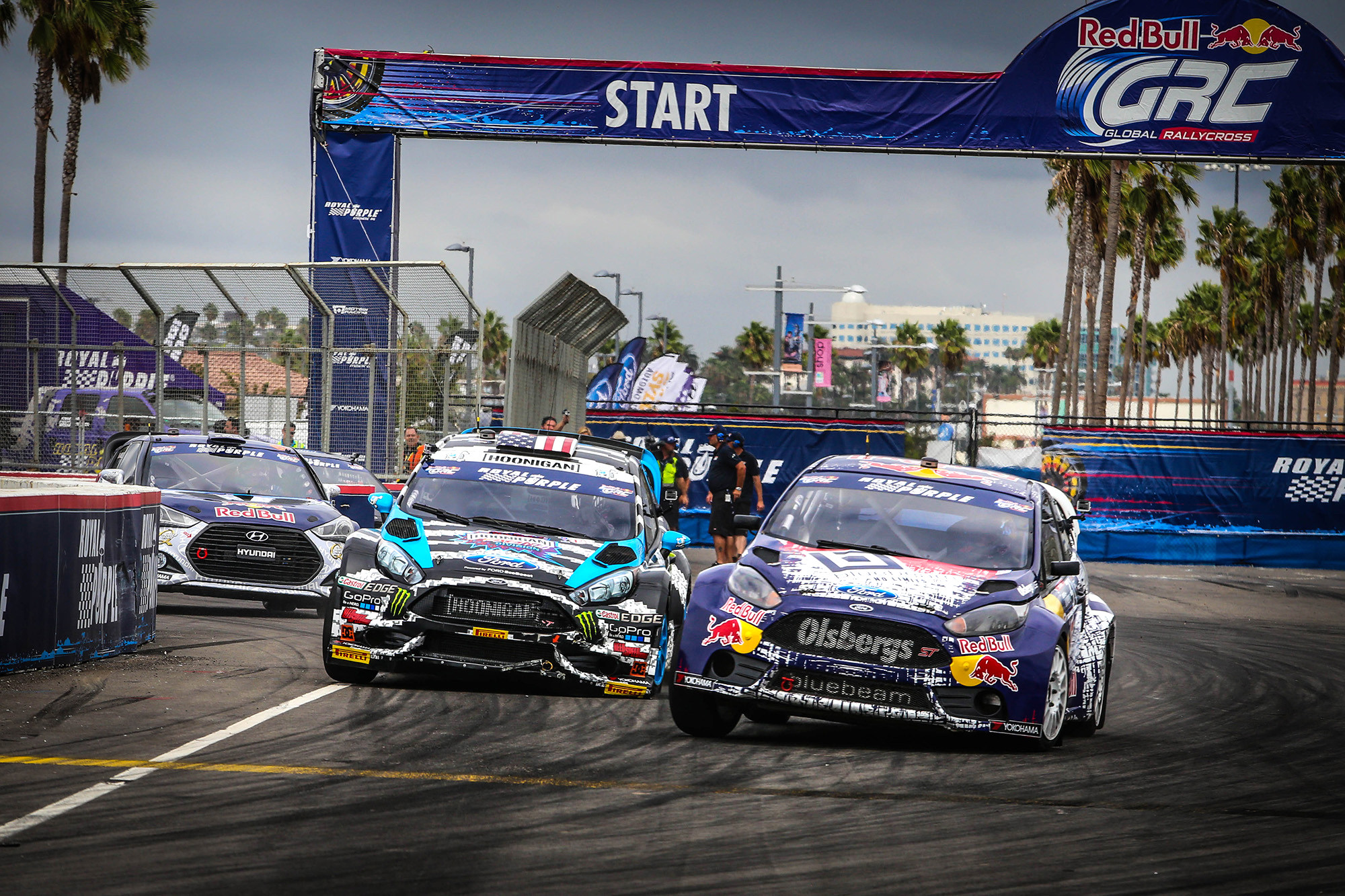
Competencia de Global Rallycross, en 2014.

El Puerto de Los Ángeles es un puerto internacional en el Barrio de San Pedro, de la ciudad de Los Ángeles, California, Estados Unidos.
Está localizado aproximadamente a 30 km (20 millas), al sur del centro de Los Ángeles. También es conocido como la Bahía de San Pedro o Puerto Mundial.
El complejo portuario mide 30 km² y se estima que ocupa 69 km (43 millas) de tierra y agua. Está unido al puerto de Long Beach.
Un 80 % del comercio internacional entra por los puertos de Estados Unidos, en su mayoría por los de Los Ángeles y Long Beach.
Durante una visita al puerto de Los Ángeles-Long Beach, el funcionario destacó que en el último año más de ocho millones cien mil contenedores fueron movidos por este lugar, transportando mercancías por valor de más de 400 billones de dólares.